# Edith Schreiber-Aujame
 (avril 2016).
Si vous disposez d'ouvrages ou d'articles de référence ou si vous connaissez des sites web de qualité traitant du thème abordé ici, merci de compléter l'article en donnant les références utiles à sa vérifiabilité et en les liant à la section « Notes et références ».
Edith Schreiber est une architecte et urbaniste franco-américaine, née le 5 avril 1919 à Rymanów en Pologne et morte le 31 décembre 1998 à l'hôpital américain de Paris à Neuilly-sur-Seine.

## Biographie
Sa famille émigre de Pologne et s'installe à New York en 1926. Elle étudie à l'Université du Wisconsin, à Madison entre 1937 et 1940 où elle passe une licence d'histoire et une licence d'économie.
C'est à l'American University, qu'elle passe une maîtrise d'économie à Washington D.C. en 1940-1941 et simultanément jusqu'en 1942 elle sera assistante de recherche en économie politique pour le gouvernement fédéral des États-Unis à Washington.
Entre 1942 et 1945, elle est étudiante à la Graduate School of Design de l'Université Harvard, à Cambridge près de Boston. Le directeur est Walter Gropius, et son professeur d'atelier est Marcel Breuer.
Après son diplôme qu'elle obtient en 1946 ou 1947, elle quitte les États-Unis pour l'Europe et entre à l’atelier Le Corbusier du 35 rue de Sèvres, à Paris. Elle y travaille, sous la direction de Vladimir Bodiansky et de Charlotte Perriand, sur les détails d’exécution de la Cité radieuse de Marseille. Elle y rencontre l’architecte français Roger Aujame qui deviendra son époux.

## Urbanisme
En 1953, au 9e Congrès international d'architecture moderne d’Aix-en-Provence, elle présente au sein du Groupe CIAM-Paris, une analyse qui rassemble les caractéristiques essentielles de la région parisienne et correspond à l'orientation générale du groupe : « Charte de l'habitat pour le plus grand nombre ». Le groupe CIAM-Paris est constitué de Roger et Edith Aujame, Guy Rottier, Denise Cresswell, Gérard Thurnauer, Pierre Riboulet, Jean-Louis Véret , Nicos et Pirkko Chatzidakis, Guy Le Lann et Jean Marcot (mais ont également contribué à cette étude Péré-Lahaille, Préveral et Raccoursier).

## Architecture et habitat
En 1947-1948, elle travaille pour l'atelier d'architecture Nelson Gilbert et Sebillotte sur le projet de réalisation de l'hôpital de Saint Lô (service de soins, plans du foyer des infirmières, façades). L'année suivante, son mari Roger Aujame ayant été envoyé par Le Corbusier à New York pour travailler dans l'équipe des concepteurs sur le chantier du Secrétariat des Nations unies, Edith Aujame travaillera dans l'agence d'architecture Skidmore Owings and Merrill à New York où naîtra son fils Luc.
En 1952 elle participe à la création, avec son époux, d'un groupe de jeunes architectes et ingénieurs qui sera reconnu par le CIAM sous le nom du groupe « CIAM-Paris ». En 1953 elle réalise, avec le groupe, une analyse des conditions d'habitat à Boulogne-Billancourt, suivant la méthode de la grille de Le Corbusier, analyse qui sera exposée au Congrès du CIAM à Aix-en-Provence.
En 1954, elle fait partie de l'Atelier pour l'industrialisation de la construction avec Roger Aujame, autour de Jean Prouvé, Maurice Silvy, Gérard Thurnauer, Pierre Riboulet, Michel Bataille, Pirko et Nicos Chatzidakis. Dans ce cadre, elle participe à la conception et aux plans d'exécution de 190 logements pour l'abbé Pierre (Emmaüs France) à Argenteuil. En 1955, elle conçoit, dessine les plans et suit la réalisation d'un immeuble en copropriété dit « Immeuble Liberté », rue Bartholdi, à Boulogne-Billancourt, dans lequel leur appartement est prévu.
De 1961 à 1965, Roger Aujame travaille pour l'ONU en Afghanistan et le couple déménage à Kaboul.
En 1968-1969, elle donne des cours d'architecture à l'École des beaux-arts de Montpellier.
Entre 1973 et 1985, elle fait partie d'une société d'architecture, Aménager-Bâtir-Équiper (ABE) avec Claude Bensimon et Pierre Talou, architectes-urbanistes. Dans ce cadre elle a été associée à de nombreuses recherches ou études d'urbanisme et à des réalisations architecturales.

## Innovation pédagogique et conséquences architecturales
En 1969, elle cofonde et préside l'Association pour l'environnement pédagogique (AEP), composée de nombreux pédagogues, architectes, urbanistes, économiste, biologiste, dont l'objet est de promouvoir des bâtiments et des équipements adaptés à la pédagogie différenciée et aux pratiques sociales et culturelles rénovées, de développer la recherche, l'expérimentation et la diffusion des connaissances dans ce domaine, dans tout pays ou région qui en manifeste le désir. Les cofondateurs de l'association sont Henri Bonneville et Claude Bensimon, ainsi que , Jean Hassenforder, Ruth et Bernard Kohn, Suzanne Saisse, Mion Vallotton, auxquels se sont joints par la suite Nancy Magaud, Roger Couteller, Muguette Berger, Joseph Morfoisse, Françoise Hélard, etc.

## Expositions
- « Formes utiles » au Salon des arts ménagers, au Grand Palais, 1951-52
- « Des espaces pour apprendre », exposition itinérante et diaporama pour la Ville Nouvelle d’Evry, la société Siamco (Tour Montparnasse), et plusieurs CRDP (Centre Régional de Documentation Pédagogique de Bretagne), 1977

## Dans le cadre de l'AEP (Association pour l'environnement pédagogique)
- « Innovation pédagogique, conséquences architecturales » traduction de la brochure d’Educational Facilities Laboratory, 1973
- « Meubler une école »  édité et diffusé par le C.A.U.E. (Conseil d'architecture d'urbanisme et de l'environnement des Côtes d'Armor) et le C.D.D.P. (Centre départemental de documentation pédagogique des Côtes d'Armor), 1983
- « Mettre en place une Bibliothèque Centre Documentaire », édité grâce aux subventions de la DRAC-Bretagne (Direction régionale de l'action culturelle) de l'Institut culturel de Bretagne, et du C.D.D.P. des Côtes d'Armor, 1994